# Lakh
Un lakh (también suele escribirse lac) es una unidad en el sistema numérico indio usado con amplitud tanto oficialmente como en otros contextos en Bangladés, Bután, India, Myanmar, Nepal, Pakistán y Sri Lanka.
Un lakh equivale a cien mil, es decir 105. El sistema de medida incorpora también separadores decimales en lugares que difieren de los utilizados por otros sistemas numéricos. Por ejemplo, 30 lakh, equivalente a 3 millones, se escribe «30,00,000» en lugar de «3.000.000». En este sistema cien lakhs se denominan un crore, equivalente a diez millones. 

## Etimología y variantes regionales
Para referirse al lakh en lenguajes modernos, existen distintas variantes regionales, todas ellas derivadas del término लक्ष (lakṣa) en sánscrito, que significa justamente «cien mil»: 
| Idioma    | Nombre                |
| --------- | --------------------- |
| Panyabí   | Lakh                  |
| Asamés    | লাখ lakh               |
| Bengalí   | লাখ lakh or লক্ষ lokkho |
| Guyaratí  | લાખ lākh               |
| Hindi     | लाख lākh               |
| Japonés   | 洛叉 rakusha          |
| Canarés   | ಲಕ್ಷ lakṣa             |
| Malayalam | ലക്ഷം lakṣam            |
| Mandarín  | 洛叉 luòchā           |
| Maratí    | लाख lākh or लक्ष lakṣa  |
| Nepalí    | लाख lākh               |
| Suajili   | laki or lakhi         |
| Tamil     | இலட்சம் laṭcham         |
| Telugú    | లక్ష lakṣa             |
| Urdu      | لکھ lakh              |

## Usos del término
- La empresa automotriz india Tata anunció en 2007 el lanzamiento del automóvil más barato del mundo, al precio de 1 lakh, equivalente a 100.000 rupias, o 1.840 euros.[1]
- La promotora Lakshmi Music debe su nombre porque ganan más de 100 000 euros al mes (1 lakh de euros).